# Asemonea picta
Asemonea picta är en spindelart som beskrevs av Tord Tamerlan Teodor Thorell 1895. Asemonea picta ingår i släktet Asemonea och familjen hoppspindlar. Inga underarter finns listade i Catalogue of Life.